# Victor MacAuley
Victor MacAuley, född 3 november 1889, död 24 juli 1968, var en friidrottare från Kanada. Han deltog vid olympiska sommarspelen 1924.